# Rung Suriya
Rung Suriya (în thailandeză รุ่ง สุริยา, n. 14 iulie 1969, Provincia Phitsanulok, Thailanda) este un actor și cântăreț thailandez.

## Tinerețe
Rung Suriya s-a născut pe 14 iulie 1969 în provincia Phitsanulok și și-a început cariera muzicală în 1998, colaborând cu Rose Media Entertainment.

## Discografie

### Album
- Won Pho Tak Sin (วอนพ่อตากสิน) (1997)
- Ting Nang (ติงนัง) (1998)
- Rak Nee Thee Seven (รักหนีที่เซเว่น) (1999)
- Rak Khun Dot Com (รักคุณดอตคอม) (2001)
- Choi Long Cheng (ฉ่อยหลงเฉิง) (2002)
- Phleng Rak Mue Tue (เพลงรักมือถือ) (2002)
- Rak Ron Thee Don Jeadee (รักรอนที่ดอนเจดีย์) (2004)